# 마르게리타 부이
마르게리타 부이(Margherita Buy, 1962년 1월 15일 ~ )는 이탈리아의 배우이다. 다비드 디 도나텔로상 여우주연상 5회, 나스트로 디아르젠토 여우주연상 5회 수상자이다.

## 대표 작품
- 정거장 (La stazione, 1990)
- 이 세계의 것이 아닌 (1999)
- Le fate ignoranti (2001)
- 더 베스트 데이 오브 마이 라이프 (2002)
- 카테리나 인 더 빅 시티 (2003)
- 매뉴얼 오브 러브 (2005)
- 악어 (Il caimano, 2006)
- 새턴 인 오퍼지션 (2007)
- 데이즈 앤 클라우즈 (2007)
- 어 파이브 스타 라이프 (2013)
- 나의 어머니 (2015)
- 삼총사: 마지막 미션 (2018) - 안나 역